# Udvari
Udvari là một thị trấn thuộc hạt Tolna, Hungary. Thị trấn này có diện tích 27,65 km², dân số năm 2010 là 415 người, mật độ 15 người/km².